# Denver Nuggets 2015-2016
La stagione 2015-16 dei Denver Nuggets fu la 40ª nella NBA per la franchigia.
I Denver Nuggets arrivarono quarti nella Northwest Division della Western Conference con un record di 33-49, non qualificandosi per i play-off.

## Roster
| N° | Naz.                            | Ruolo | Sportivo            | Anno | Alt. | Peso \|\| |
| -- | ------------------------------- | ----- | ------------------- | ---- | ---- | --------- |
| 00 | Stati Uniti (bandiera)          | A     | Darrell Arthur      | 1988 | 206  | 102       |
| 0  | RD del Congo (bandiera)         | G     | Emmanuel Mudiay     | 1996 | 196  | 91        |
| 1  | Stati Uniti (bandiera)          | G     | Jameer Nelson       | 1982 | 183  | 86        |
| 3  | Stati Uniti (bandiera)          | A     | Mike Miller         | 1980 | 203  | 99        |
| 4  | Stati Uniti (bandiera)          | G     | Randy Foye          | 1983 | 193  | 95        |
| 5  | Stati Uniti (bandiera)          | G     | Will Barton         | 1991 | 198  | 79        |
| 6  | Stati Uniti (bandiera)          | G     | Sean Kilpatrick     | 1990 | 193  | 95        |
| 6  | Francia (bandiera)              | A     | Axel Toupane        | 1992 | 201  | 89        |
| 7  | Stati Uniti (bandiera)          | AC    | J.J. Hickson        | 1988 | 206  | 110       |
| 8  | Italia (bandiera)               | A     | Danilo Gallinari    | 1988 | 208  | 102       |
| 9  | Stati Uniti (bandiera)          | A     | JaKarr Sampson      | 1993 | 206  | 97        |
| 11 | Stati Uniti (bandiera)          | G     | Erick Green         | 1991 | 191  | 84        |
| 12 | Stati Uniti (bandiera)          | G     | D.J. Augustin       | 1987 | 183  | 83        |
| 14 | Stati Uniti (bandiera)          | G     | Gary Harris         | 1994 | 193  | 95        |
| 15 | Serbia (bandiera)               | C     | Nikola Jokić        | 1995 | 208  | 113       |
| 16 | Grecia (bandiera)               | A     | Kōstas Papanikolaou | 1990 | 203  | 102       |
| 23 | Bosnia ed Erzegovina (bandiera) | C     | Jusuf Nurkić        | 1994 | 211  | 127       |
| 35 | Stati Uniti (bandiera)          | A     | Kenneth Faried      | 1989 | 203  | 103       |
| 77 | Francia (bandiera)              | C     | Joffrey Lauvergne   | 1985 | 211  | 109       |

## Staff tecnico
- Allenatore: Michael Malone
- Vice-allenatori: Ed Pinckney, Wes Unseld Jr., Micah Nori, Ryan Bowen
- Vice-allenatore per lo sviluppo dei giocatori: Dee Brown
- Vice-allenatore/scout: Noel Gillespie
- Preparatore fisico: Steve Hess
- Assistente preparatore fisico: Felipe Eichenberger
- Preparatore atletico: Dan Shimensky
- Assistente preparatore atletico: Jason Miller